# Maria Anna di Zweibrücken-Birkenfeld
Maria Anna di Zweibrücken-Birkenfeld (Schwetzingen, 18 luglio 1753 – Bamberga, 4 febbraio 1824) era figlia di Federico Michele di Zweibrücken-Birkenfeld e di Maria Francesca del Palatinato-Sulzbach, fu contessa palatina e Duchessa in Baviera tramite il suo matrimonio con il Duca Guglielmo in Baviera.

## Biografia
Maria Anna nacque il 18 luglio 1753 a Schwetzingen. Era la seconda figlia femmina e quarta dei figli di Federico Michele di Zweibrücken-Birkenfeld e di sua moglie Maria Francesca del Palatinato-Sulzbach. Aveva quattro fratelli: 
- Carlo II Augusto, Conte Palatino e Duca del Palatinato-Zweibruecken (1746-1795);
- Clemente Augusto Giuseppe Federico (1749-1750);
- Maria Amalia Augusta (1752-1828); sposò il Re Federico Augusto I di Sassonia;
- Massimiliano I, Conte Palatino e Duca del Palatinato-Zweibruecken, Principe Elettore e poi Re di Baviera (1756-1825).

## Matrimonio e figli
Il 30 gennaio 1780, a Mannheim, Maria Anna sposò Guglielmo in Baviera. Guglielmo e Maria Anna ebbero tre figli:
- un figlio;
- Maria Elisabetta Amalia Francesca, Duchessa in Baviera (5 maggio 1784 – 1º giugno 1849), che sposò Louis Alexandre Berthier;
- Pio Augusto, Duca in Baviera (1º agosto 1786 – 3 agosto 1837), che sposò la principessa Amalia Luisa di Arenberg.

## Ascendenza
|                                                       |                                               |                                                          | Genitori                                             |  |  | Nonni |  |  | Bisnonni                                               |  |  | Trisnonni                                             |  |
|                                                       |                                               |                                                          |                                                      |  |  |       |  |  | Cristiano II, Conte Palatino di Zweibrücken-Birkenfeld |  |  | Cristiano I, Conte Palatino di Birkenfeld-Bischweiler |  |
|                                                       |                                               |                                                          |                                                      |  |  |       |  |  | Cristiano II, Conte Palatino di Zweibrücken-Birkenfeld |  |  | Cristiano I, Conte Palatino di Birkenfeld-Bischweiler |  |
|                                                       |                                               | Contessa Palatina Maddalena Caterina di Zweibrücken      |                                                      |  |  |       |  |  | Cristiano II, Conte Palatino di Zweibrücken-Birkenfeld |  |  |                                                       |  |
| Cristiano III, Conte Palatino di Zweibrücken          |                                               |                                                          |                                                      |  |  |       |  |  | Cristiano II, Conte Palatino di Zweibrücken-Birkenfeld |  |  |                                                       |  |
|                                                       |                                               | Contessa Caterina Agata di Rappoltstein                  | Giovanni Giacomo, Conte di Rappoltstein              |  |  |       |  |  |                                                        |  |  |                                                       |  |
|                                                       |                                               | Contessa Caterina Agata di Rappoltstein                  | Giovanni Giacomo, Conte di Rappoltstein              |  |  |       |  |  |                                                        |  |  |                                                       |  |
|                                                       |                                               | Contessa Caterina Agata di Rappoltstein                  | Wild- und Rhinegravine Anna Claudia di Salm-Kyrburg  |  |  |       |  |  |                                                        |  |  |                                                       |  |
| Federico Michele, Conte Palatino di Zweibrücken       |                                               | Contessa Caterina Agata di Rappoltstein                  |                                                      |  |  |       |  |  |                                                        |  |  |                                                       |  |
|                                                       |                                               | Luigi Crato, Conte di Nassau-Saarbrücken                 | Gustavo Adolfo di Nassau-Saarbrücken                 |  |  |       |  |  |                                                        |  |  |                                                       |  |
|                                                       |                                               | Luigi Crato, Conte di Nassau-Saarbrücken                 | Gustavo Adolfo di Nassau-Saarbrücken                 |  |  |       |  |  |                                                        |  |  |                                                       |  |
|                                                       |                                               | Luigi Crato, Conte di Nassau-Saarbrücken                 | Contessa Eleonora Clara di Hohenlohe-Neuenstein      |  |  |       |  |  |                                                        |  |  |                                                       |  |
| Contessa Carolina di Nassau-Saarbrücken               |                                               | Luigi Crato, Conte di Nassau-Saarbrücken                 |                                                      |  |  |       |  |  |                                                        |  |  |                                                       |  |
|                                                       |                                               | Principessa Filippina Enrichetta di Hohenlohe-Langenburg | Enrico Federico, Conte di Hohenlohe-Langenburg       |  |  |       |  |  |                                                        |  |  |                                                       |  |
|                                                       |                                               | Principessa Filippina Enrichetta di Hohenlohe-Langenburg | Enrico Federico, Conte di Hohenlohe-Langenburg       |  |  |       |  |  |                                                        |  |  |                                                       |  |
|                                                       |                                               | Principessa Filippina Enrichetta di Hohenlohe-Langenburg | Contessa Giuliana Dorotea di Castell-Remlingen       |  |  |       |  |  |                                                        |  |  |                                                       |  |
| Maria Anna di Zweibrücken-Birkenfeld                  |                                               | Principessa Filippina Enrichetta di Hohenlohe-Langenburg |                                                      |  |  |       |  |  |                                                        |  |  |                                                       |  |
|                                                       | Teodoro Eustachio, Conte Palatino di Sulzbach | Cristiano Augusto, Conte Palatino di Sulzbach            |                                                      |  |  |       |  |  |                                                        |  |  |                                                       |  |
|                                                       | Teodoro Eustachio, Conte Palatino di Sulzbach | Cristiano Augusto, Conte Palatino di Sulzbach            |                                                      |  |  |       |  |  |                                                        |  |  |                                                       |  |
|                                                       | Teodoro Eustachio, Conte Palatino di Sulzbach | Contessa Amalia di Nassau-Siegen                         |                                                      |  |  |       |  |  |                                                        |  |  |                                                       |  |
| Conte Palatino Giuseppe Carlo di Sulzbach             | Teodoro Eustachio, Conte Palatino di Sulzbach |                                                          |                                                      |  |  |       |  |  |                                                        |  |  |                                                       |  |
|                                                       |                                               | Langravia Maria Eleonora d'Assia-Rotenburg               | Guglielmo, Langravio d'Assia-Rotenburg               |  |  |       |  |  |                                                        |  |  |                                                       |  |
|                                                       |                                               | Langravia Maria Eleonora d'Assia-Rotenburg               | Guglielmo, Langravio d'Assia-Rotenburg               |  |  |       |  |  |                                                        |  |  |                                                       |  |
|                                                       |                                               | Langravia Maria Eleonora d'Assia-Rotenburg               | Contessa Maria Anna di Löwenstein-Wertheim-Rochefort |  |  |       |  |  |                                                        |  |  |                                                       |  |
| Maria Francesca di Sulzbach                           |                                               | Langravia Maria Eleonora d'Assia-Rotenburg               |                                                      |  |  |       |  |  |                                                        |  |  |                                                       |  |
|                                                       |                                               | Carlo III Filippo, Elettore Palatino                     | Filippo Guglielmo, Elettore Palatino                 |  |  |       |  |  |                                                        |  |  |                                                       |  |
|                                                       |                                               | Carlo III Filippo, Elettore Palatino                     | Filippo Guglielmo, Elettore Palatino                 |  |  |       |  |  |                                                        |  |  |                                                       |  |
|                                                       |                                               | Carlo III Filippo, Elettore Palatino                     | Langravia Elisabetta Amalia d'Assia-Darmstadt        |  |  |       |  |  |                                                        |  |  |                                                       |  |
| Contessa Palatina Elisabetta Augusta Sofia di Neuburg |                                               | Carlo III Filippo, Elettore Palatino                     |                                                      |  |  |       |  |  |                                                        |  |  |                                                       |  |
|                                                       |                                               | Ludwika Karolina Radziwiłł                               | Bogusław Radziwiłł                                   |  |  |       |  |  |                                                        |  |  |                                                       |  |
|                                                       |                                               | Ludwika Karolina Radziwiłł                               | Bogusław Radziwiłł                                   |  |  |       |  |  |                                                        |  |  |                                                       |  |
|                                                       |                                               | Ludwika Karolina Radziwiłł                               | Anna Maria Radziwiłł                                 |  |  |       |  |  |                                                        |  |  |                                                       |  |
|                                                       |                                               | Ludwika Karolina Radziwiłł                               |                                                      |  |  |       |  |  |                                                        |  |  |                                                       |  |